# Northrop AQM-35
AQM-35 là một loại bia bay siêu thanh của Hoa Kỳ, do Northrop phát triển vào năm 1953.

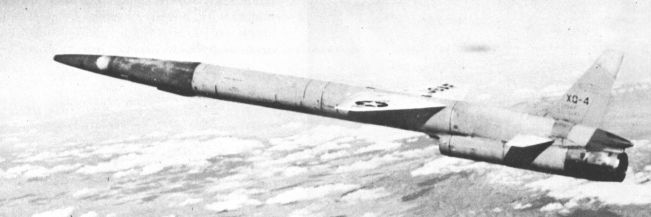
Northrop XQ-4

## Biến thể
XQ-4
Q-4
Q-4A
Q-4B
AQM-35A
AQM-35B

## Tính năng kỹ chiến thuật (Q-4/AQM-35A)
Đặc tính tổng quát
- Chiều dài: 33 ft 0 in (10,06 m)

Q-4B/AQM-35B: 35,333 ft (10,77 m)
- Sải cánh: 11 ft 1 in (3,38 m)

Q-4B/AQM-35B: 12,666 ft (3,86 m)
- Đường kính: 1 ft 8 in (0,51 m)
- Chiều cao: 5 ft 7 in (1,69 m)

Q-4B/AQM-35B: 6,167 ft (1,88 m)
- Trọng lượng rỗng: 1.980 lb (898 kg)

Q-4B/AQM-35B: 3.400 lb (1.542 kg)
- Động cơ: 1 × Westinghouse XJ81-WE-3 , 1,810 lbf (0,00805 kN) thrust

Q-4B/AQM-35B: 1x General Electric J85-GE-5 kiểu turbojet, lực đẩy 3.850 pound (1.750 kg)
Hiệu suất bay
- Trần bay: 60.000 ft (18.000 m)

Q-4B/AQM-35B: 70.000 ft (21.336 m)

- Vận tốc tối đa: M 1.55

Q-4B/AQM-35B: M 2.0